# Chirurgie de réattribution sexuelle de femme vers homme
 (mai 2016).
Si vous disposez d'ouvrages ou d'articles de référence ou si vous connaissez des sites web de qualité traitant du thème abordé ici, merci de compléter l'article en donnant les références utiles à sa vérifiabilité et en les liant à la section « Notes et références ».
La chirurgie de réattribution sexuelle de femme vers homme (Female-to-Male) est l'ensemble des  procédures chirurgicales modifiant les caractéristiques anatomiques féminines afin de fournir des caractéristiques physiques plus appropriées à l'identité masculine et au fonctionnement d'un homme trans.
Beaucoup d'hommes trans n'optent pas pour une chirurgie de réattribution génitale ; les options chirurgicales les plus fréquentes comprennent la mastectomie bilatérale (ablation des seins) et l'hystérectomie (ablation des organes sexuels internes).
Toute chirurgie des organes génitaux nécessite un traitement hormonal à base de testostérone.

## Mastectomie
Beaucoup d'hommes trans souhaitent réaliser une mastectomie bilatérale, aussi appelée « top surgery » (ou « chirurgie du haut », ou « chirurgie du torse »), qui correspond au retrait la poitrine afin d'obtenir un torse plus masculin.
Les hommes trans qui ont une taille de poitrine moyenne ou grande ont habituellement besoin d'une mastectomie bilatérale avec greffage et reconstruction du mamelon-aréole, ce qui se traduira par deux cicatrices horizontales sur le bord inférieur du muscle pectoral, mais qui facilitera le redimensionnement et le placement du mamelon dans une position masculine.
Pour les hommes trans avec des seins plus petits, une péri-aréolaire peut être réalisée lorsque la mastectomie est faite par incision autour de l'aréole. Cela évite les grandes cicatrices d'une mastectomie traditionnelle, mais les mamelons peuvent être plus grands et ne pas être dans une orientation parfaitement masculine sur le torse. En outre, il y a moins de dénervations (dommages des nerfs innervant la peau) de la paroi de la poitrine avec une mastectomie péri-aréolaire, et moins de temps est nécessaire pour que la sensation revienne.

## Hystérectomie et salpingo-oophorectomie bilatérale
L'hystérectomie est le retrait de l'utérus. La salpingo-oophorectomie bilatérale (SOB) est le retrait des deux ovaires et de la trompe utérine. L'hystérectomie sans SOB chez les femmes est parfois appelée à tort « hystérectomie partielle », et elle est réalisée pour traiter la maladie de l'utérus. Si le col est enlevé, il s'agit d'une « hystérectomie totale ».
Certains hommes trans souhaitent une hystérectomie/SOB à cause du malaise d'avoir des organes reproducteurs féminins internes, malgré les menstruations qui cessent habituellement avec la thérapie hormonale. Dans d'autres cas, la stérilisation peut être exigée par l'Etat pour que le marqueur de sexe sur les documents officiels soit modifié.
Pour beaucoup d'hommes trans cependant, l'hystérectomie/SOB est réalisée pour réduire le risque de développer un cancer du col utérin, de l'endomètre, et de l'ovaire (bien que le risque de cancer du sein ne devienne pas nul, il est considérablement diminué). On ignore si le risque de cancer de l'ovaire est augmenté, diminué, ou inchangé chez les hommes trans.

## Réattribution génitale
Les procédures de reconstruction génitale se servent du clitoris qui s'élargit sous l'effet des hormones androgènes (métoidioplastie), ou utilisent des greffes de tissus du bras, de la cuisse ou de l'estomac pour réaliser une prothèse érectile (phalloplastie). Dans les deux cas, l'urètre ne peut être acheminé à travers le phallus pour permettre la miction, qu'à travers le pénis nouvellement construit [pas clair]. Les grandes lèvres sont unies pour former un scrotum, où les prothèses testiculaires pourront être insérées ; la plupart des hommes trans choisissent cette dernière procédure. S'ils choisissent la première, la majorité d'entre eux réalisent la procédure de phalloplastie plus tard.

## Nécessité de la poursuite d'un suivi gynécologique
Dans l'idéal, même après l'hystérectomie, les hommes trans devraient consulter un gynécologue au moins tous les trois ans. Ceci est particulièrement le cas pour les hommes trans qui :
- conservent leur vagin (que ce soit avant ou après une nouvelle reconstruction génitale) ;
- ont une histoire familiale avec des antécédents de cancers du sein, de l'ovaire, ou de l'utérus (endomètre) ;
- ont des antécédents personnels de cancers gynécologiques ou de dysplasies significative par dépistage du cancer du col utérin.

Tout homme trans qui a des saignements vaginaux après l'absence de menstruation en raison de la prise de testostérone, doit être évalué par un gynécologue. C'est équivalent aux saignements chez une femme en post-ménopause, et peut annoncer le développement d'un cancer gynécologique.

## Satisfaction sexuelle
La satisfaction sexuelle post-chirurgie de réattribution sexuelle de femme vers homme n'a encore été que très peu étudiée.  